# Cupido lorquinii
Cupido lorquinii és una espècie de lepidòpter papilionoïdeu de la família dels licènids (Lycaenidae) absent als Països Catalans.

## Distribució
Restringida al sud de la península Ibèrica i zones muntanyoses del Marroc i Algèria.

## Descripció
Marcat dimorfisme sexual per la diferent coloració de l'anvers. El mascle té l'anvers de color blau fosc amb un ample marge negre que s'estén per la part exterior de les venes. La femella presenta l'anvers de color marró i ocasionalment pot tenir algunes escates blaves a la part basal. Revers semblant en ambdós sexes, amb el fons de color gris i la base tacada d'escates blaves. L'ala anterior presenta una sèrie de petits punts negres vorejats de blanc a la part exterior i una taca negra aïllada més propera a la base. Ala posterior amb una sèrie de punts negres similars als de l'ala anterior, però disposats irregularment, així com dos o tres taques negres més properes a la base.

## Hàbitat
Zones pedregoses en terreny calcari i prats secs, sovint en matollars oberts. Rang altitudinal des del nivell del mar fins als 2000 m. L'eruga s'alimenta de la vulnerària (Anthyllis vulneraria).

## Període de vol i hibernació
Vola en una generació generalment entre mitjans d'abril i mitjans de juny, tot i que a l'Antiatles, al nord d'Àfrica, pot emergir a mitjans de febrer. Hiberna com a crisàlide.

## Comportament
Les femelles ponen els ous sobre els sèpals de la seva planta nutrícia. Les erugues perforen el calze per accedir als fruits joves i llavors, dels quals s'alimenten. Es tracta d'una espècie mirmecòfila, les erugues de la qual s'associen amb diverses espècies de formiga, com Plagiolepis pygmaea o Tapinoma nigerrinum.

## Espècies ibèriques similars
- Cuetes (Cupido alcetas)
- Cuetes de taques taronges (Cupido argiades)
- Cupido carswelli
- Cupido menut (Cupido minimus)
- Cupido blau (Cupido osiris)

## Galeria

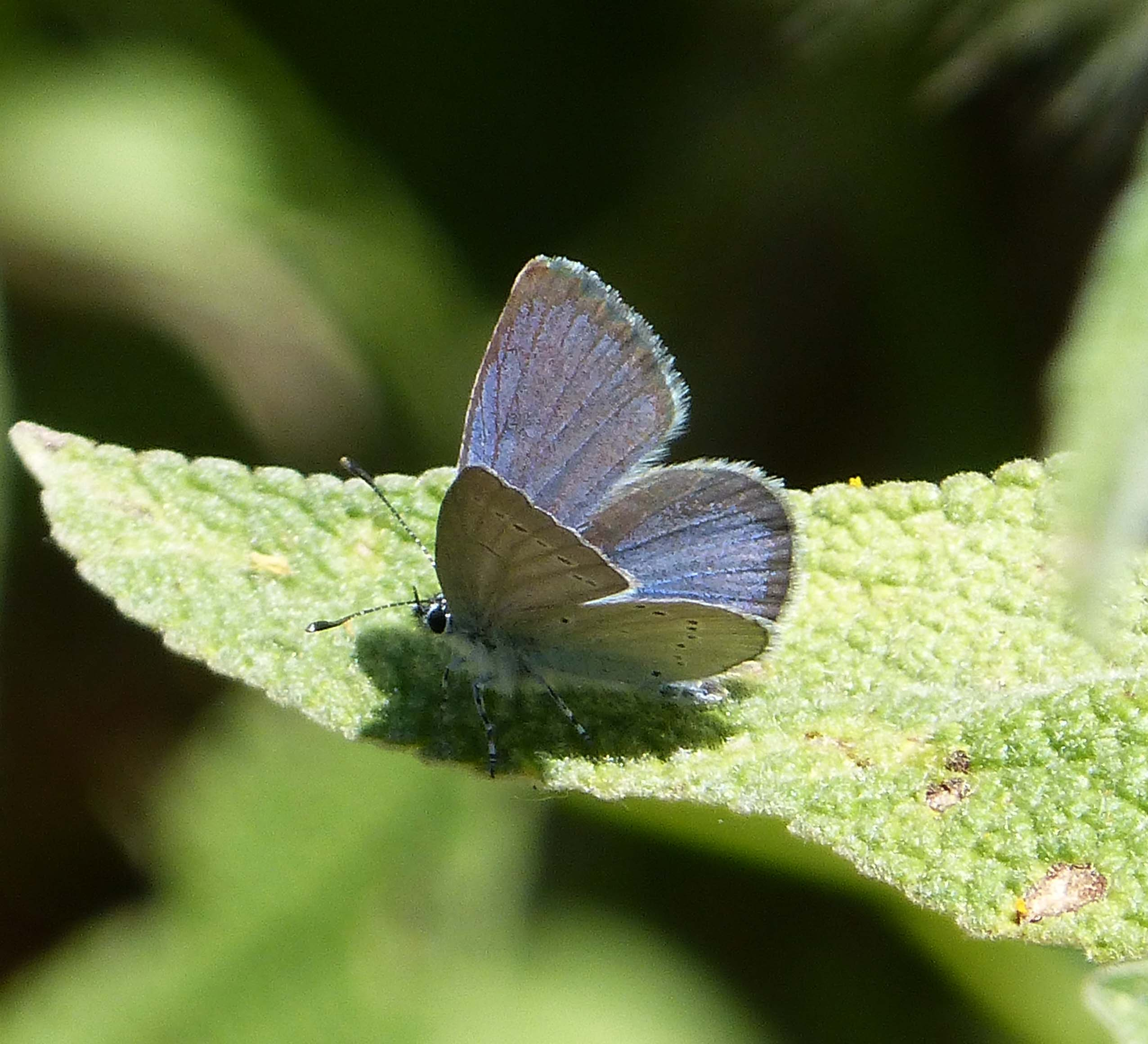
Anvers d'un mascle
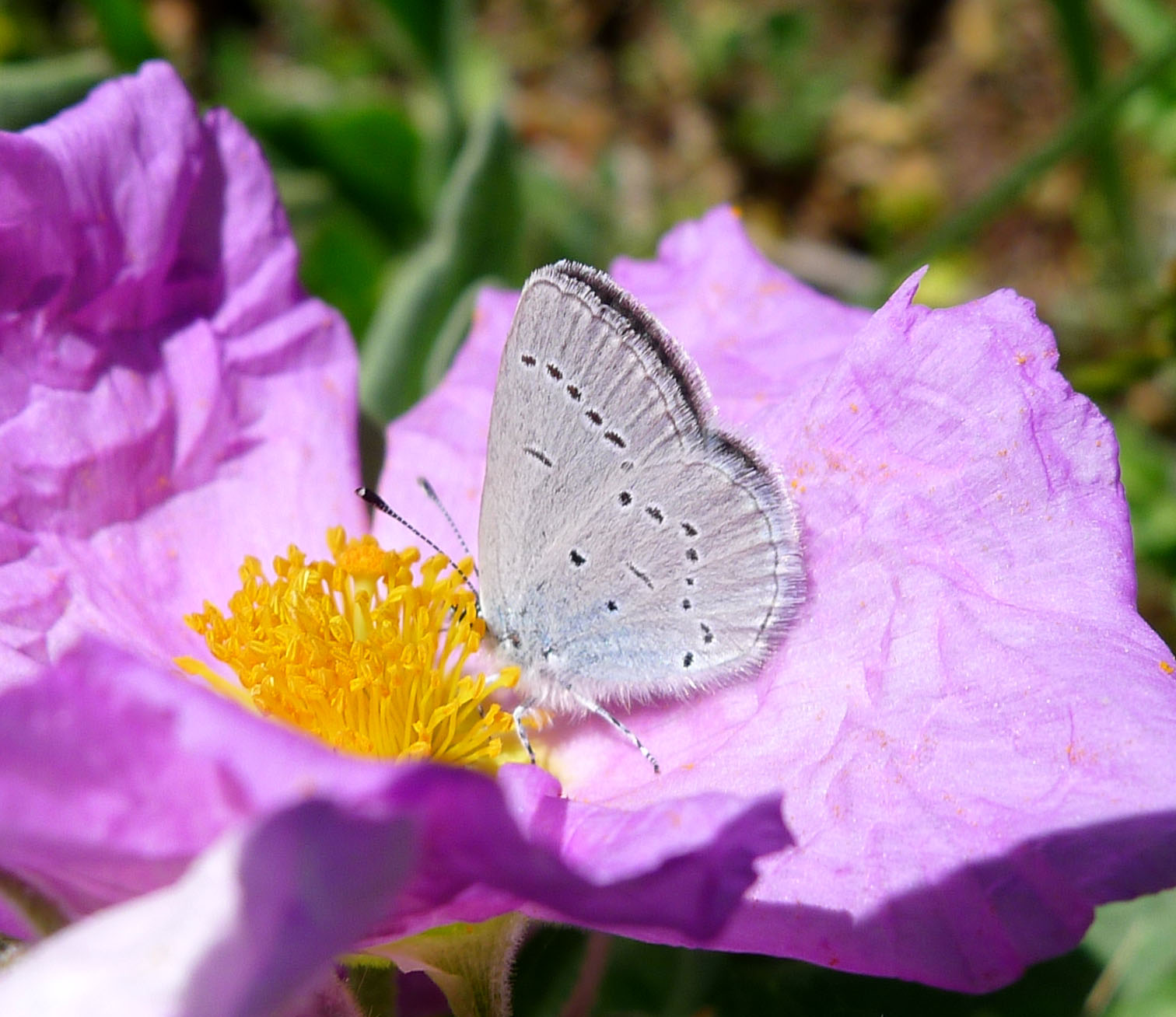
Revers d'un mascle